# 연화초등학교
연화초등학교는 대한민국 충청남도 아산시에 있는 초등학교다.  학교명은  연화마을(장재4리)에서 유래됐다

## 연혁
- 2006.10.23 설립 인가
- 2009.03.01 학생 235명(12학급) 개교
- 2009.09.01 8학급 증설(총 20학급)
- 2010.02.11 제1회 졸업(졸업생 27명)
- 2010.03.01 2학급 증설(총22학급: 특수학급 포함)
- 2011.02.16 제2회 졸업(졸업생 89명)
- 2011.03.01 9학급 증설(총31학급: 특수학급 포함)
- 2012.02.17 제3회 졸업(졸업생 145명)
- 2012.03.01 4학급 증설(총 35학급: 특수학급 포함)
- 2013.02.19 제4회 졸업(졸업생 187명)
- 2013.03.01 총35학급 편성
- 2013.03.01 공주교육대학교 교육 실습 대용부설초등학교 지정 운영(2년차)
- 2014.02.14 제5회 졸업(졸업생 212명)
- 2014.03.01 아산용연초등학교 분리개교(19학급)
- 2014.03.01 총27학급 편성(특수학급 포함)
- 2015.02.13 제6회 졸업(졸업생 117명)
- 2015.03.01 총26학급 편성(특수학급 포함)
- 2016.02.06 제7회 졸업(졸업생 122명)
- 2016.03.01 총27학급 편성(특수학급 포함)
- 2017.02.10 제8회 졸업(졸업생 125명)
- 2017.03.01 총27학급 편성(특수학급 포함)
- 2018.02.09 9회 졸업(졸업생 108명)
- 2018.03.01 총30학급 편성(특수학급 포함)
- 2018.01.31 10회 졸업(졸업생 )

## 참고 자료
- 연화초등학교 - 한국교육학술정보원 학교알리미